# لویترزهاوزن
شهر لویترزهاوزن (به آلمانی: Leutershausen) در ایالت بایرن در کشور آلمان واقع شده‌است.